# 2010 год в театре
2010 год в театре

## События
- 21 марта — в отеле Grosvenor House (Лондон) прошла церемония вручения премии Лоренса Оливье. Представленный в 7 номинациях мюзикл «Весеннее пробуждение» завоевал 4 премии. Специальную премию сообщества лондонских критиков получила дама Мэгги Смит.
- 13 июня — в концертном зале «Радио Сити Мьюзик Холл» (Нью-Йорк) прошла 64-я церемония вручения премии «Тони». Самой успешной постановкой с шестью премиями из семи номинаций стала новая пьеса Джона Логана «Красное».
- 3 октября — самый долгоиграющий мюзикл Вест-Энда «Отверженные» отметил 25-летие постановки грандиозными концертами в O2 Арене при участии ведущих солистов лондонской и бродвейской постановок, а также ансамбля из 300 человек.

## Премьеры
- 9 и 10 февраля Миндаугас Карбаускис, после двух лет перерыва, представил свой новый спектакль - «Ничья длится мгновение» по роману И.Мераса на сцене РАМТа[1].
- 23 апреля на Новой сцене МХТ имени А. П. Чехова — экспериментальный проект Театра Романа Виктюка «Чайка», первая редакция автора в постановке Павла Карташева[2].

## Театральные фестивали, конкурсы
- 11 января — в Саратове состоялась церемония награждения лауреатов пятого областного театрального фестиваля «Золотой Арлекин»[3].
- 13 января — в Санкт-Петербурге прошла церемония вручения театральной премии «Прорыв»[4]
- январь — в Пермском театре оперы и балета прошёл XX открытый конкурс артистов балета «Арабеск».
- Молдфест.Рампа.ру (г. Кишинёв, Молдова)

## Персоналии

### Скончались
- 13 января — Хорькова, Ольга Михайловна (87), актриса театра и кино, артистка Малого театра, народная артистка РСФСР[5].
- 19 января — Пирогова, Людмила Леонидовна (70) — актриса Малого театра, заслуженная артистка РСФСР[6].
- 23 января — Александров, Борис Владимирович (60) — артист Ульяновского областного драматического театра, народный артист России[7]
- 8 февраля — Самохина, Анна Владленовна (47) — советская и российская актриса театра и кино, певица. Заслуженная артистка Российской Федерации[8]
- 26 февраля — Галкин, Владислав Борисович (38) — советский и российский актёр, заслуженный артист России (2009)
- 4 марта – Игорь Крупенко, оперный певец. Заслуженный артист Украины.
- 5 марта — Граве, Александр Константинович (89) — актёр Театра имени Евгения Вахтангова, народный артист РСФСР (1971)
- 21 марта — Клавдия Павловна Фролова (1923-2010), советский и украинский литературовед и критик, профессор, театральный деятель, актриса, организатор культуры, режиссёр самодеятельного театра.
- 1 апреля — Банников, Георгий Петрович (81) — актёр театра и кино, театральный режиссёр, театральный педагог, заслуженный артист РСФСР (1968), заслуженный деятель искусств Российской Федерации (1996)
- 28 сентября — Амарфий, Лилия Яковлевна (60) — советская и российская актриса оперетты, певица, народная артистка РФ, солистка Московского театра оперетты
- 20 декабря — Базин, Виталий Васильевич (62) — советский и российский актёр театра и кино, народный артист России.[9]